# Сельцер, Довид
До́вид (Ду́вид) Се́льцер (идиш דוד סעלצער‎‎; 2 апреля 1904, Сороки, Бессарабская губерния — 24 апреля 1994, Нью-Йорк) — американский еврейский поэт, писатель, публицист. Писал на идише.

## Биография
Дувид Сельцер родился в 1904 году в бессарабском уездном городке Сороки (теперь райцентр Сорокского района Молдовы); там же получил традиционное еврейское религиозное образование. В 1920 году уехал в США, поселился в Нью-Йорке, где в 1928 году окончил Еврейский Рабочий университет. В 1928—1932 годах работал директором рабочих клубов в городе. Писать стихи начал в 1928 году, дебютировал в нью-йоркской коммунистической газете «Моргн-фрайhайт» (Утренняя свобода) в 1931 году. Публиковался в левых еврейских периодических изданиях города — «Фрайhайт» (Свобода), «Дэр hамэр» (Молот), «Сигнал» и других. В 1936 году стал редактором журнала «Функен» (Искры), впоследствии занимался редактированием различных периодических изданий Нью-Йорка.
Сельцер тесно сотрудничал с видными иллюстраторами и художниками Нью-Йорка. Так, его первый стихотворный цикл «Бесарабэр Лидэр» (Бессарабские стихи), созданный в 1928 году, вышел в издательстве «Сороки» в 1937 году с иллюстрациями Зуни Мауда (Zuni Maud, 1891—1956), одного из самых известных книжных графиков Нью-Йорка 1930—1940-х годов. Поэтические сборники «Бронзвилер Гезанг» (Браунсвильский напев, 1942) и «Ди Ойсгебэнктэ Шо» (Выстраданный час, 1947) сопровождались репродукциями резьбы по дереву известной американской гравировальщицы Хелен Уэст Хеллер (Helen West Heller—Barnhart, 1872—1955). В 1961 году вышла книга прозы Сельцера мемуарного характера «Билдэр Ун Гешталтн Фун Сороке» (Картинки и образы Сорок) с иллюстрациями Уильяма Гроппера (1897—1977), а в 1964 году — том избранной лирики «Гезанген Фар Шолэм Ун Фрэйд» (Напевы за мир и радость).
Некоторые стихотворения Сельцера были положены на музыку композитором Марком Олфом (1904—1987) и по сей день входят в репертуар клезмерских капелл (Ба дэм нэстэр брэг — На берегу Днестра, Рэйзл — Роза, Баладэ фун цвэй швэстэр — Баллада о двух сёстрах, Гринэ блэтэр — Зелёные листья и другие; см. в каталоге Фридмана). Сборник песен Д. Сельцера «Ten Modern Songs From Moldavia» с сорокскими фотографиями автора был выпущен альянсом Jewish Music в Нью-Йорке в 1972 году.

## Семья
Жена — Эдка Сельцер (урождённая Ботвинник, 1904—1998); сын Эзра (род. 1935), дочь Дорма (род. 1929).

## Книги Д. Сельцера
- בעסאַראַבער לידער (бесарабэр лидэр — бессарабские стихи). Фронтиспис, обложки и 21 рисунок Зуни Моуда (Zuni Maud). Сороки: Нью-Йорк, 1937.
- בראָנזװילער געזאַנג (бронзвилер гезанг — Браунсвильский напев). Гравюры по дереву Хелен Уэст Хеллер (Helen West Heller). Бронзвил: Нью-Йорк, 1942.
- די אױסגעבענקטע שעה (ди ойсгебэнктэ шо: лидэр — выстраданный час: стихи). Гравюры по дереву Хелен Уэст Хеллер (Helen West Heller). Ландслайт: Нью-Йорк, 1947.
- בילדער און געשטאַלטן פֿון סאָראָקע (билдэр ун гешталтн фун сороке — картинки и образы Сорок). Валдгейм: Нью-Йорк, 1961.
- געזאַנגען פֿאַר שלום און פֿרײד (гезанген фар шолэм ун фрэйд: гезамлтэ цайт-лидэр фун фир декадэс — напевы за мир и радость: избранные повременные стихотворения четырёх десятилетий). Валдгейм: Нью-Йорк, 1964.
- צען מאָדערנע זינגלידער פֿון מאָלדאַװיִע (цен модэрнэ зинглидэр фун молдавие — десять современных песен о Молдавии, на музыку Марка Олфа), транслитерированный текст с нотами. Jewish Music Alliance: Нью-Йорк, 1972.
- ייִדישע פֿאָלקס-מאָטיװן אין דער קונסט פֿון משה קיש (йидише фолкс-мотивн ин дер кунст фун Мойше Киш — еврейские народные мотивы в искусстве Мойше Киша). Zamlungen: Нью-Йорк, 1972.